# Laura González Ospina
Pour les articles homonymes, voir Laura González.
Laura González Ospina, née le 22 février 1995 à Cali, est un mannequin et actrice colombien.
Elle a été élue Miss Colombie 2017, (Señorita Colombia 2017) puis première dauphine de la Sud-Africaine Demi-Leigh Nel-Peters, Miss Univers 2017.

## Biographie
Laura González est née à Cali mais a vécu à Carthagène des Indes depuis l'âge de six mois. Outre l'espagnol, elle parle couramment français et anglais.

### Miss Colombie
Le 20 mars 2017, González a été couronnée Miss Colombie 2017. Elle a ensuite représenté la Colombie à Miss Univers 2017, où elle a terminé première Dauphine. C'était la quatrième année consécutive que le délégué de la Colombie se classait parmi les trois premiers du concours.

### Cinéma et télévision
Dans la série Bolívar, elle fait une courte apparition dans le rôle de Rosa Campuzano (es) (renommé en Rosita dans la série), une activiste équatorienne qui s'est battue pour l'indépendance du Pérou, tout en étant la maîtresse du général José de San Martín, le Protecteur du Pérou, « le Libérateur de l'Argentina, du Chili et du Pérou ».
| Bolívar | Rosita Campuzano | Caracol Televisión |